# Ulrika Borelius
Catharina Ulrika Borelius, född 7 april 1794 i Västerås domkyrkoförsamling, död 17 maj 1883 i Kalmar domkyrkoförsamling, var en svensk prästfru och dagboksförfattare. Hon föddes som dotter till apotekaren Carl Fredric Böttiger och hans hustru Ulrica Uggla. Ulrika Borelius var gift med kontraktsprosten och akademikern Jacob Borelius. De fick bland annat sonen Johan Jacob Borelius, professor i teoretisk filosofi i Lund. 
Hon är känd för sin dagbok, som skildrar livet som prästfru i Skinnskatteberg under 1800-talet.  